# Heltah Skeltah
Heltah Skeltah es un dúo de hip hop formado por Rock (rapero) alias Da Rockness Monstah y Ruck también conocido como Sean Price. Ambos son miembros del supergrupo Boot Camp Clik, junto a Buckshot de Black Moon, Smif-N-Wessun y O.G.C.. Heltah Skeltah apareció por primera vez en Dah Shinin, álbum de Smif-N-Wess', en 1995. Ese mismo año formó con O.G.C. el grupo Fab 5 y grabaron un sencillo de éxito llamado "Leflaur Leflah Eshkoshka". Ruck y Rock recibieron más atención fuera de Fab 5, debido a su gran carisma y química. El dúo debutó en junio de 1996 con el álbum Nocturnal, vendiendo unas 250.000 copias. El álbum está visto como uno de los clásicos del rap underground dada su oscuridad y sus fuertes letras. Ambos participaron en el álbum en grupo de Boot Camp de 1997, y en 1998 grabaron su segundo disco, Magnum Force. El álbum pegó fuerte con el sencillo "I Ain't Havin' That", pero algunos críticos calificaron su contenido de ligero. Tras la escasa venta que produjo el álbum, Ruck y Rock se desilusionaron. Rock comenzó a tener problemas con Duck Down Records, y abandonó Boot Camp para firmar por el sello de DJ Lethal Lethal Records. Él tenía planeado lanzar un álbum llamado Planet Rock, pero el sello se dividió y el disco nunca vio la luz. Además, colaboró con Boot Camp Clik en el álbum que grabaron en 2002, The Chosen Few. Heltah Skeltah aparecieron en el álbum de debut de Sean Price Monkey Barz, en 2005, y en el de Smif-N-Wessun Reloaded. El dúo también aparece en el álbum de Boot Camp, The Last Stand, lanzado en el verano de 2006.

## Discografía
| Información del Álbum |
| --- |
| Nocturnal - Lanzado: 18 de junio de 1996 - Posición Billboard 200: #35 - Posición R&B/Hip-Hop: #5 - Singles: "Letha Brainz Blo", "Leflaur Leflah Eshkoshka", "Operation Lock Down"/"Da Wiggy", "Therapy"/"Place to Be"         |
| Magnum Force - Lanzado: 13 de octubre de 1998 - Posición Billboard 200: #34 - Posición R&B/Hip-Hop: #8 - Singles: "I Ain't Havin' That"/"Worldwide (Rock the World)", "Brownsville II Long Beach"/"Gunz 'N Onez (Iz U Wit Me)" |
| D.I.R.T. - Lanzado: 30 de septiembre de 2008 - Posición Billboard 200: - - Posición R&B/Hip-Hop: - - Singles: - |

## Posiciones de los álbumes en las listas
| Año  | Álbum        | Posición en las listas | Posición en las listas | Posición en las listas |
| Año  | Álbum        | Billboard 200          | Top R&B/Hip Hop Albums |                        |
| 1996 | Nocturnal    | #35                    | #5                     |                        |
| 1998 | Magnum Force | #34                    | #8                     |                        |

## Posiciones de los sencillos en las listas
| Año  | Canción                    | Posición en las listas | Posición en las listas           | Posición en las listas | Album        |
| Año  | Canción                    | Billboard Hot 100      | Hot R&B/Hip-Hop Singles & Tracks | Hot Rap Singles        | Album        |
| 1995 | "Leflaur Leflah Eshkoshka" | #75                    | #51                              | #8                     | Nocturnal    |
| 1996 | "Operation Lock Down"      | -                      | #64                              | #15                    | Nocturnal    |
| 1996 | "Da Wiggy"                 | -                      | -                                | #15                    | Nocturnal    |
| 1996 | "Therapy"                  | -                      | #77                              | #16                    | Nocturnal    |
| 1998 | "I Ain't Havin' That"      | #80                    | #58                              | #13                    | Magnum Force |